# Montepulciano d'Abruzzo
Il Montepulciano d'Abruzzo è una DOC riservata ad alcuni vini la cui produzione è consentita nelle province Chieti, L'Aquila, Pescara e Teramo).

## Zona di produzione
La zona di produzione comprende i terreni collinari la cui altitudine non sia superiore ai 500 metri sul livello del mare (eccezionalmente 600 metri s.l.m. per i terreni rivolti a sud) posti nelle province di Chieti, L'Aquila, Pescara e Teramo. L'areale comprende dunque l'intera fascia adriatica, la Val Pescara la valle Peligna, la valle del Tirino, la bassa valle dell'Aterno, la valle Subequana e la valle Roveto.

### Sottozone
La denominazione comprende le sottozone:
- Alto Tirino: riservata al vino, anche nella tipologia riserva, proveniente dai vigneti situati nei comuni di Capestrano, Ofena e Villa Santa Lucia degli Abruzzi in provincia dell'Aquila;
- Casauria o Terre di Casauria: riservata al vino, anche nella tipologia riserva, proveniente dai vigneti situati nei comuni di Alanno, Bussi sul Tirino, Bolognano, Brittoli, Castiglione a Casauria, Corvara, Cugnoli, Lettomanoppello, Manoppello, Pescosansonesco, Pietranico, Popoli Terme, Scafa, San Valentino in Abruzzo Citeriore, Serramonacesca, Tocco da Casauria, Torre de' Passeri e Turrivalignani in provincia di Pescara;
- Teate: riservata al vino, anche nella tipologia riserva, proveniente dai vigneti situati nei comuni di Altino, Archi, Ari, Arielli, Atessa, Bomba, Bucchianico, Canosa Sannita, Casacanditella, Casalanguida, Casalincontrada, Carpineto Sinello, Casalbordino, Casoli, Castel Frentano, Chieti, Crecchio, Cupello, Fara Filiorum Petri, Filetto, Fossacesia, Francavilla al Mare, Fresagrandinaria, Frisa, Furci, Gissi, Giuliano Teatino, Guardiagrele, Lanciano, Lentella, Miglianico, Monteodorisio, Mozzagrogna, Orsogna, Ortona, Paglieta, Palmoli, Perano, Poggiofiorito, Pollutri, Ripa Teatina, Roccamontepiano, Rocca San Giovanni, San Buono, Sant'Eusanio del Sangro, San Giovanni Teatino, Santa Maria Imbaro, San Martino sulla Marrucina, San Salvo, San Vito Chietino, Scerni, Tollo, Torino di Sangro, Torrevecchia Teatina, Treglio, Vasto, Villalfonsina, Villamagna e Vacri in provincia di Chieti;
- Terre dei Peligni: riservata al vino, anche nella tipologia riserva, proveniente dai vigneti situati nei comuni di Bugnara, Corfinio, Introdacqua, Pacentro, Pettorano sul Gizio, Pratola Peligna, Prezza, Raiano, Roccacasale, Sulmona e Vittorito in provincia dell'Aquila;
- Terre dei Vestini: riservata al vino, anche nella tipologia riserva, proveniente dai vigneti situati nei comuni di Cappelle sul Tavo, Catignano, Cepagatti, Città Sant'Angelo, Civitaquana, Civitella Casanova, Collecorvino, Elice, Farindola, Loreto Aprutino, Montebello di Bertona, Montesilvano, Moscufo, Nocciano, Penne, Pescara, Pianella, Picciano, Rosciano, Spoltore e Vicoli in provincia di Pescara.

La precedente sottozona Colline Teramane ha ricevuto, nel 2011, la denominazione DOCG.

## Storia
L'uva Montepulciano è presente in Abruzzo da tempo immemore, ma solamente dal XVII secolo si è iniziato a chiamarla con il nome attuale.
L'origine del vitigno sembra essere comune alle altre tipologie a bacca nera del Meridione, tutte chiaramente derivanti dalla Grecia.
Da più di due secoli va avanti la disputa sulla paternità del nome "montepulciano", conteso tra gli abruzzesi e i viticoltori di Montepulciano (SI). La confusione fu dovuta alla similitudine di alcune caratteristiche ampelografiche e alla capacità di produrre vini simili, anche se il montepulciano primutico (primaticcio o anche precoce) risultò essere il prugnolo gentile, clone del sangiovese grosso, mentre invece l'uva degli Abruzzi era tardiva rispetto a quella toscana e dava vini decisamente più strutturati, longevi e carichi di profumi e colore. La confusione venne a crearsi nella Baronia di Carapelle, tenuta de' Medici in Abruzzo, areale nel quale vennero importate le prime tecniche viticole ed enologiche evolute dalla Toscana in Abruzzo.
Il punto di partenza del Montepulciano attualmente coltivato in Abruzzo, dopo l'avvento della fillossera  (Daktulosphaira vitifoliae), fu la zona di Tollo verso l'Adriatico.
Da diversi archivi risulta anche che alcuni cloni, scampati alla devastazione della fine dell'Ottocento, vennero reperiti nella Marsica, nei cui suoli la fillossera non riesce a diffondersi, situati probabilmente a Gioia dei Marsi, Aielli o San Pelino-Paterno.
Attualmente le nuove tecniche viticole ed enologiche consentono di coltivare il Montepulciano ovunque, ma l'areale ottimale, nel quale sembra acclimatarsi in maniera ideale, è la Valle Peligna, tanto che ne cantò anche il poeta latino Ovidio: "terra ferax Cereris multoque feracior uvis", "terra fertile cara a Cerere (dea del grano) e molto più fertile per l'uva".
Dalla vendemmia 2003, alla sottozona "Colline Teramane" è stata concessa la DOCG. Con opportune modifiche al disciplinare di produzione nel 2005, ad altre aree è stata concessa anche la menzione "Riserva"; alcune IGT sono passate a sottozone DOC.
Nel 2007 il Montepulciano d'Abruzzo è risultato essere il primo vino italiano (della categoria DOC) per produzione.

### Il Consorzio di tutela
A garantire il rispetto dei Disciplinari di produzione del Montepulciano d'Abruzzo rosso DOC è il Consorzio di tutela dei vini d'Abruzzo.
In virtù dello statuto approvato dal Ministero delle politiche agricole alimentari e forestali in data 4 giugno 2012, il Consorzio svolge attività di vigilanza, tutela, promozione e salvaguardia delle denominazioni DOC "Abruzzo", "Montepulciano d'Abruzzo", "Cerasuolo d'Abruzzo", "Trebbiano d'Abruzzo", "Villamagna".

## Tecniche di produzione
Le forme di allevamento consentite sono quelle generalmente usate nella zona ossia pergola
abruzzese e spalliera semplice o doppia. É consentita l'irrigazione di soccorso. È vietata ogni pratica di forzatura. Le operazioni di vinificazione, conservazione e invecchiamento devono essere effettuate all'interno
della zona di produzione. Il vino "Montepulciano d'Abruzzo DOC" non può essere immesso al consumo prima del 1° marzo successivo all'annata di produzione delle uve. Il vino "Montepulciano d'Abruzzo DOC" che si fregia della menzione "riserva", deve essere sottoposto ad un periodo di invecchiamento non inferiore a due anni, di cui almeno nove mesi in recipienti di legno. Il periodo di invecchiamento decorre dal 1° novembre dell'annata di produzione delle uve.
É consentito l'uso sia del tappo vite che del tappo raso bocca. Per il vino che si fregia della menzione "riserva" é consentito solo l’uso del tappo di sughero raso bocca.

## Disciplinare
Il "Montepulciano d'Abruzzo DOC" è stato istituito con DPR 24 maggio 1968 pubblicato sulla Gazzetta Ufficiale n. 178 del 15 luglio 1968. Successivamente è stato modificato con:
- D.P.R. 14 luglio 1975 G.U. n. 301 – 14 novembre 1975
- D.M. 23 ottobre 1992 G.U. n. 254 – 28 ottobre 1992
- D.M. 1 aprile 1995 G.U. n. 94 – 22 aprile 1995
- D.M. 24 settembre 2001 G.U. n. 240 – 15 ottobre 2001
- D.M. 6 settembre 2002 G.U. n. 218 – 17 settembre 2002
- D.M. 15 maggio 2003 G.U. n. 121 – 27 maggio 2003
- D.M. 29 marzo 2006 G.U. n. 84 – 10 aprile 2006
- D.M. 30 ottobre 2007 G.U. n. 266 – 15 novembre 2007
- D.M. 2 febbraio 2010 G.U. n. 41 – 19 febbraio 2010
- D.M. 5 ottobre 2010 G.U. n. 240 – 13 ottobre 2010
- D.M. 30 novembre 2011 G.U. n. 295 – 20 dicembre 2011 Pubblicato sul sito ufficiale del Mipaaf Prodotti DOP e IGP – Sezione Vini DOP e IGP
- D.M. 7 marzo 2014 Pubblicato sul sito ufficiale del Mipaaf Prodotti DOP e IGP – Sezione Vini DOP e IGP
- La versione in vigore è stata approvata con D.M. 22 dicembre 2014 G.U. n. 9 - 13 gennaio 2015 Pubblicato sul sito ufficiale del Mipaaf Prodotti DOP e IGP – Sezione Vini DOP e IGP[1]

## Tipologie

### Montepulciano d'Abruzzo
È consentita la menzione riserva.
|                                | Montepulciano d'Abruzzo | riserva     |
| uvaggio                        | Montepulciano min 85%; Possono concorrere altri vitigni a bacca nera non aromatici, idonei alla coltivazione nell'ambito della regione Abruzzo, da sole o congiuntamente max 15%. |             |
| titolo alcolometrico minimo    | 12,00% vol. | 12,50% vol. |
| acidità totale minima          | 4,5 g/l. |             |
| estratto secco minimo          | 21,00 g/l | 22,00 g/l   |
| resa massima di uva per ettaro | 140 q. |             |
| resa massima di uva in vino    | 70 % |             |

#### Caratteri organolettici
- Aspetto: rosso rubino intenso con lievi sfumature violacee, tendente al granato con l'invecchiamento;
- Olfatto: profumi di frutti rossi, spezie, intenso, etereo;
- Gusto: pieno, secco, armonico, giustamente tannico.

#### Abbinamenti consigliati
Il Montepulciano giovane supporta grigliate di carne suina e ovina. I vini più vecchi sono comunque preferibili con carni rosse, pezzature nobili di bovino o ovino. Ottimo il confronto con formaggi pecorini, di stagionatura crescente di pari passo con l'invecchiamento del vino. Accompagna bene primi piatti asciutti con sughi a base di carne, arrosti e umidi di carni bianche e rosse, cacciagione e formaggi stagionati.

### Montepulciano d'Abruzzo Alto Tirino
È consentita la menzione riserva.
|                                | Montepulciano d'Abruzzo | riserva     |
| uvaggio                        | Montepulciano 100%      |             |
| titolo alcolometrico minimo    | 12,00% vol.             | 12,50% vol. |
| acidità totale minima          | 4,5 g/l.                |             |
| estratto secco minimo          | 21,00 g/l               | 22,00 g/l   |
| resa massima di uva per ettaro | 140 q.                  |             |
| resa massima di uva in vino    | 70 %                    |             |

#### Caratteri organolettici
- Aspetto: rosso rubino intenso con lievi sfumature violacee, tendente al granato con l'invecchiamento;
- Olfatto: profumi di frutti rossi, spezie, intenso, etereo;
- Gusto: pieno, secco, armonico, giustamente tannico.

#### Abbinamenti consigliati
Il Montepulciano giovane supporta grigliate di carne suina e ovina. I vini più vecchi sono comunque preferibili con carni rosse, pezzature nobili di bovino o ovino. Ottimo il confronto con formaggi pecorini, di stagionatura crescente di pari passo con l'invecchiamento del vino. Accompagna bene primi piatti asciutti con sughi a base di carne, arrosti e umidi di carni bianche e rosse, cacciagione e formaggi stagionati.

### Montepulciano d'Abruzzo Terre dei Peligni
È consentita la menzione riserva.
|                                | Montepulciano d'Abruzzo | riserva     |
| uvaggio                        | Montepulciano 100%      |             |
| titolo alcolometrico minimo    | 12,00% vol.             | 12,50% vol. |
| acidità totale minima          | 4,5 g/l.                |             |
| estratto secco minimo          | 21,00 g/l               | 22,00 g/l   |
| resa massima di uva per ettaro | 140 q.                  |             |
| resa massima di uva in vino    | 70 %                    |             |

#### Caratteri organolettici
- Aspetto: rosso rubino intenso con lievi sfumature violacee, tendente al granato con l'invecchiamento;
- Olfatto: profumi di frutti rossi, spezie, intenso, etereo;
- Gusto: pieno, secco, armonico, giustamente tannico.

#### Abbinamenti consigliati
Il Montepulciano giovane supporta grigliate di carne suina e ovina. I vini più vecchi sono comunque preferibili con carni rosse, pezzature nobili di bovino o ovino. Ottimo il confronto con formaggi pecorini, di stagionatura crescente di pari passo con l'invecchiamento del vino. Accompagna bene primi piatti asciutti con sughi a base di carne, arrosti e umidi di carni bianche e rosse, cacciagione e formaggi stagionati.

### Montepulciano d'Abruzzo Teate
È consentita la menzione riserva.
|                                | Montepulciano d'Abruzzo | riserva     |
| uvaggio                        | Montepulciano 100%      |             |
| titolo alcolometrico minimo    | 12,00% vol.             | 12,50% vol. |
| acidità totale minima          | 4,5 g/l.                |             |
| estratto secco minimo          | 21,00 g/l               | 22,00 g/l   |
| resa massima di uva per ettaro | 140 q.                  |             |
| resa massima di uva in vino    | 70 %                    |             |

#### Caratteri organolettici
- Aspetto: rosso rubino intenso con lievi sfumature violacee, tendente al granato con l'invecchiamento;
- Olfatto: profumi di frutti rossi, spezie, intenso, etereo;
- Gusto: pieno, secco, armonico, giustamente tannico.

#### Abbinamenti consigliati
Il Montepulciano giovane supporta grigliate di carne suina e ovina. I vini più vecchi sono comunque preferibili con carni rosse, pezzature nobili di bovino o ovino. Ottimo il confronto con formaggi pecorini, di stagionatura crescente di pari passo con l'invecchiamento del vino. Accompagna bene primi piatti asciutti con sughi a base di carne, arrosti e umidi di carni bianche e rosse, cacciagione e formaggi stagionati.

### Montepulciano d'Abruzzo Terre di Casauria
È consentita la menzione riserva. Il vino Montepulciano d'Abruzzo sottozona "Casauria" o "Terre di Casauria" con la menzione "riserva" deve essere sottoposto ad un periodo di invecchiamento non inferiore a ventiquattro mesi di cui almeno nove in recipienti di legno. Il periodo di invecchiamento decorre dal 1º novembre dell'annata di produzione delle uve; inoltre deve essere sottoposto ad un periodo di affinamento in bottiglia non inferiore a sei mesi successivo al prescritto periodo di invecchiamento obbligatorio.
|                                | Terre di Casauria  | riserva     |
| uvaggio                        | Montepulciano 100% |             |
| titolo alcolometrico minimo    | 13,00% vol.        | 13,50% vol. |
| acidità totale minima          | 4,5 g/l.           |             |
| estratto secco minimo          | 23,00 g/l          |             |
| resa massima di uva per ettaro | 95 q.              |             |
| resa massima di uva in vino    | 70 %               |             |

#### Caratteri organolettici
- Aspetto: rosso rubino intenso con lievi sfumature violacee, tendente al granato con l'invecchiamento;
- Olfatto: profumi di frutti rossi maturi, spezie, intenso, etereo;
- Gusto: pieno, robusto, armonico, giustamente tannico;

#### Abbinamenti consigliati
Antipasti con salumi, portate di carne arrosto o alla griglia, formaggi di media stagionatura.

### Montepulciano d'Abruzzo Terre dei Vestini
È consentita la menzione riserva.
|                                | Montepulciano d'Abruzzo | riserva     |
| uvaggio                        | Montepulciano 100%      |             |
| titolo alcolometrico minimo    | 12,00% vol.             | 12,50% vol. |
| acidità totale minima          | 4,5 g/l.                |             |
| estratto secco minimo          | 21,00 g/l               | 22,00 g/l   |
| resa massima di uva per ettaro | 140 q.                  |             |
| resa massima di uva in vino    | 70 %                    |             |

#### Caratteri organolettici
- Aspetto: rosso rubino intenso con lievi sfumature violacee, tendente al granato con l'invecchiamento;
- Olfatto: profumi di frutti rossi, spezie, intenso, etereo;
- Gusto: pieno, secco, armonico, giustamente tannico.

#### Abbinamenti consigliati
Il Montepulciano giovane supporta grigliate di carne suina e ovina. I vini più vecchi sono comunque preferibili con carni rosse, pezzature nobili di bovino o ovino. Ottimo il confronto con formaggi pecorini, di stagionatura crescente di pari passo con l'invecchiamento del vino. Accompagna bene primi piatti asciutti con sughi a base di carne, arrosti e umidi di carni bianche e rosse, cacciagione e formaggi stagionati.